# 欧洲明星
欧洲明星成立于2008年12月，是由青年汽车和莲花汽车共同出资成立。该公司坐落在金华市。

## 主要产品

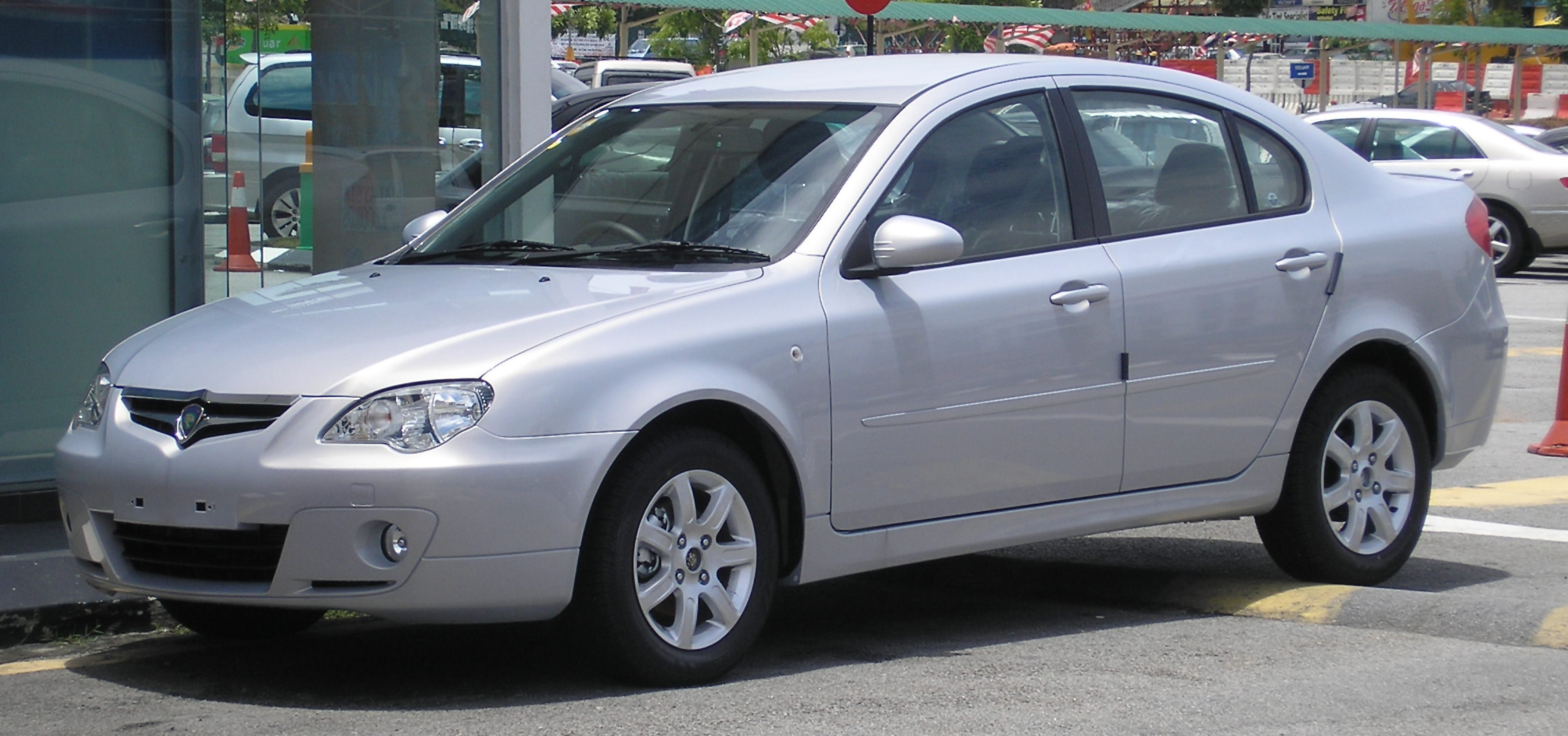
自2008年 莲花L3两厢 Lotus L3 Sedan Europestar L3 Sedan
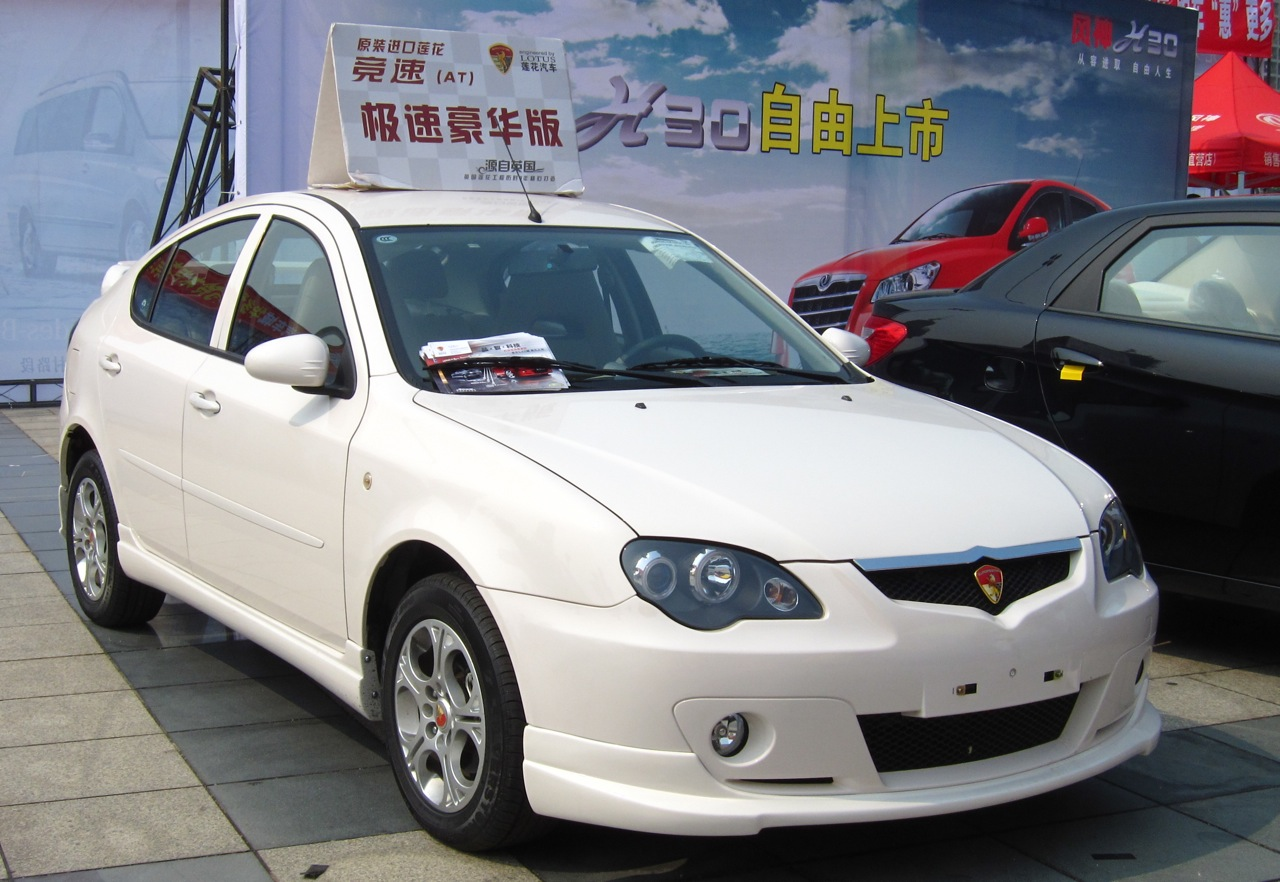
自2008年 莲花L3三厢 Lotus L3 Hatchback Europestar L3 Hatchback
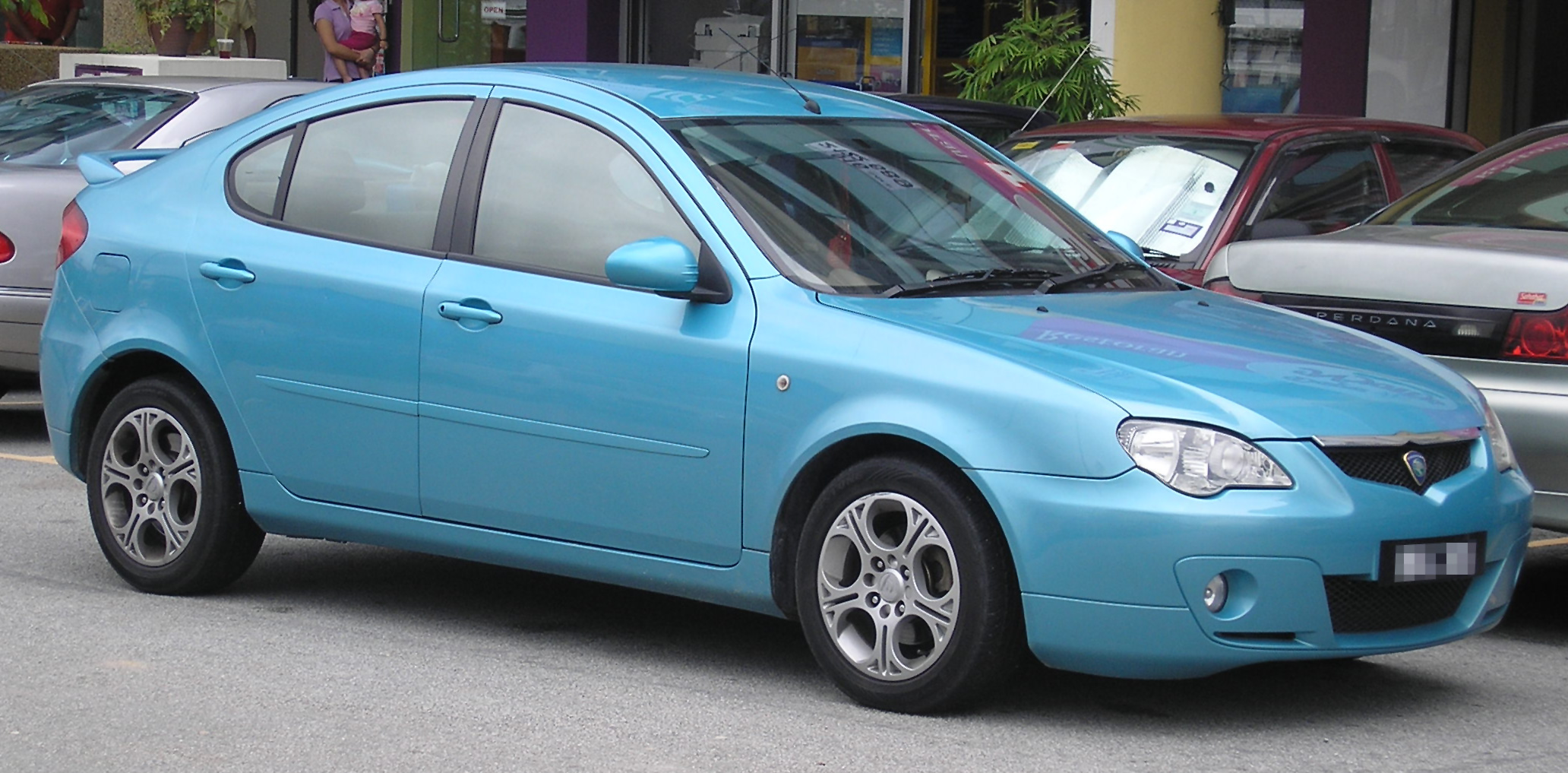
自2008年 莲花竞速 Lotus JingSu Lotus RCR Europestar RCR
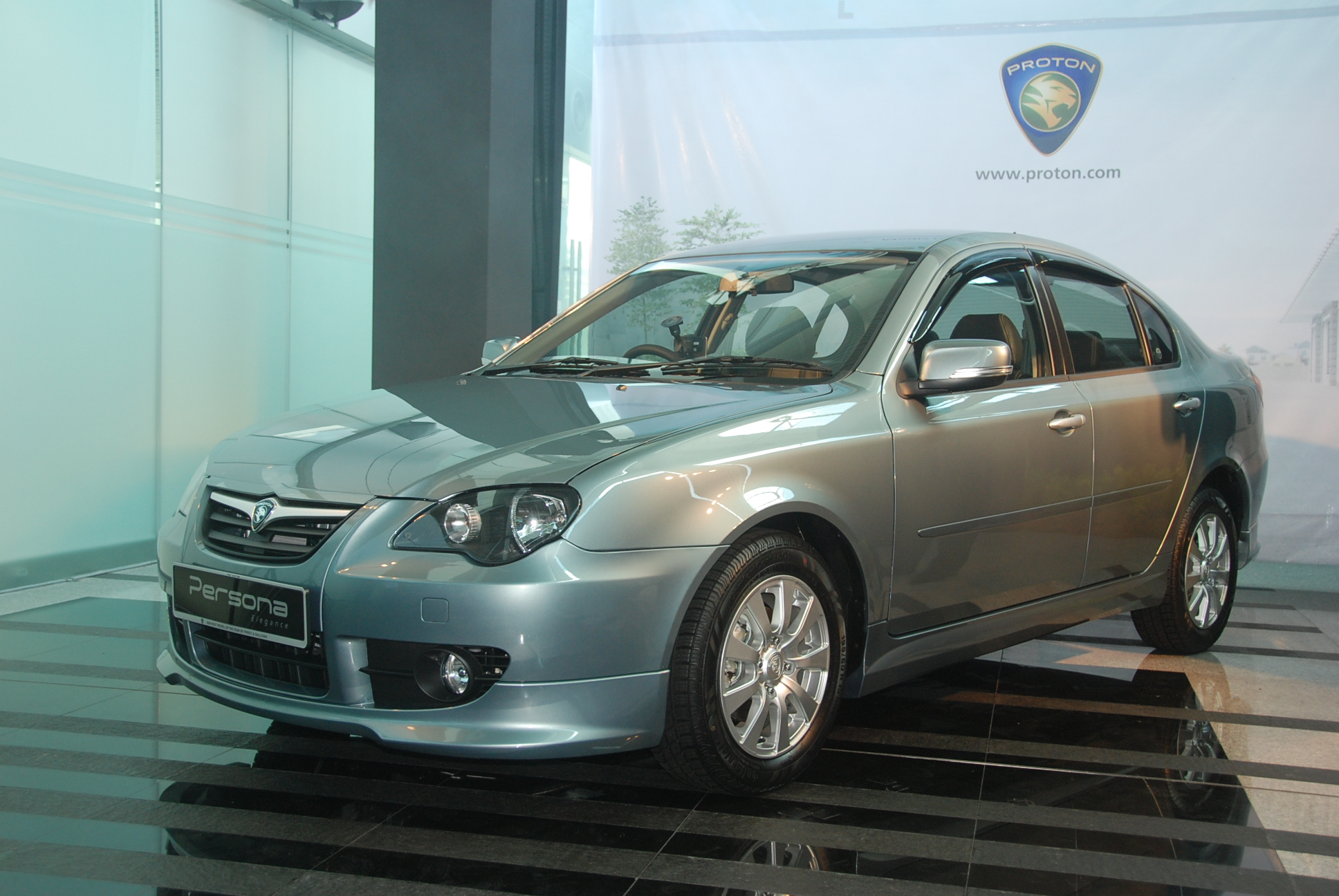
自2008年 莲花竞悦 Lotus JingYue Europestar ?

- 自2008年
莲花竞速
Lotus JingSu
Lotus RCR
Europestar RCR
- 自2008年
莲花竞悦
Lotus JingYue
Europestar ?